# Candida vartiovaarae
Candida vartiovaarae är en svampart som först beskrevs av Capr., och fick sitt nu gällande namn av Uden & H.R. Buckley 1983. Candida vartiovaarae ingår i släktet Candida, ordningen Saccharomycetales, klassen Saccharomycetes, divisionen sporsäcksvampar och riket svampar.   Inga underarter finns listade i Catalogue of Life.